# Apple Store

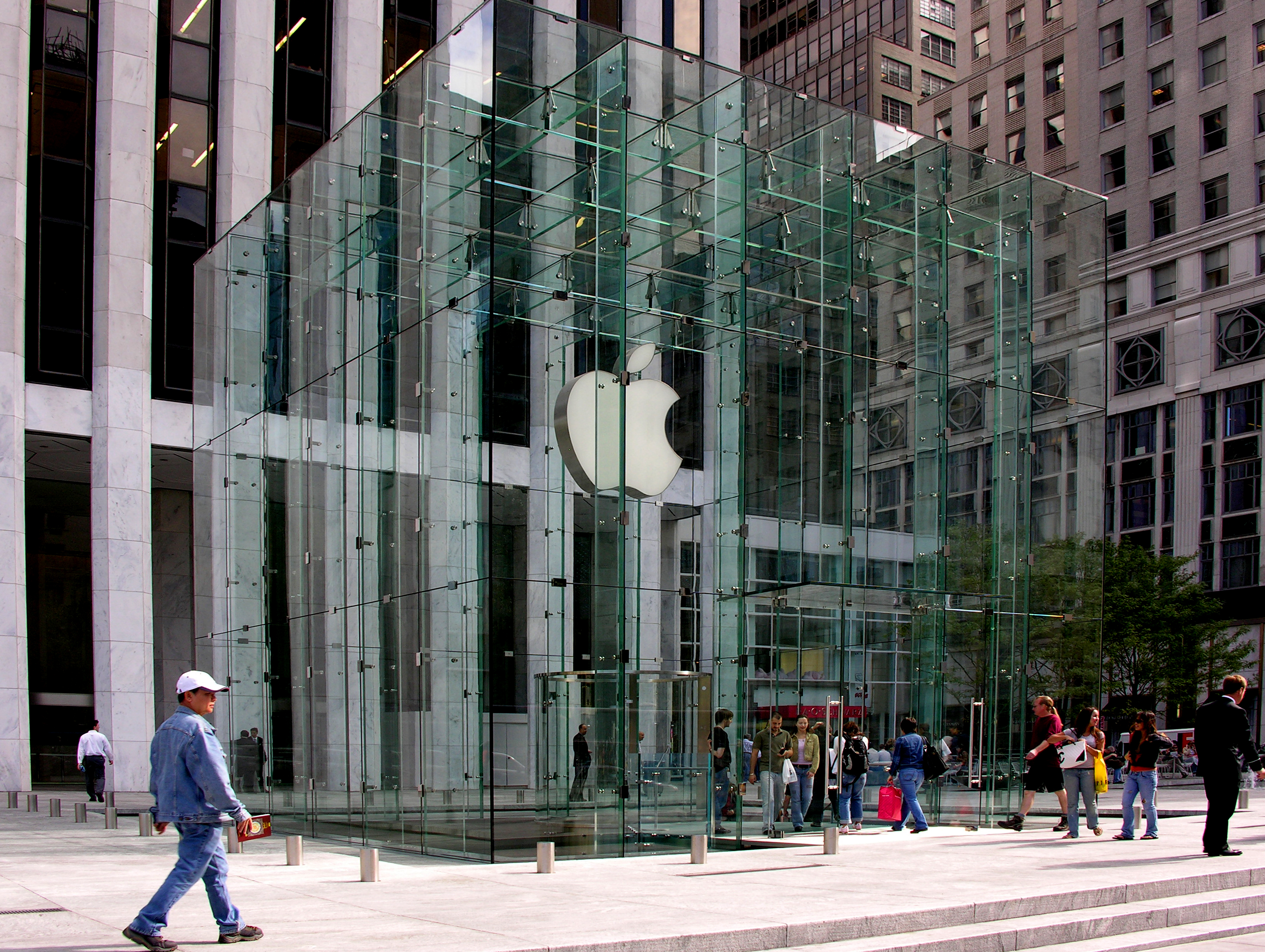
La entrada del Apple Store en la 5^{a}Avenida en Nueva York

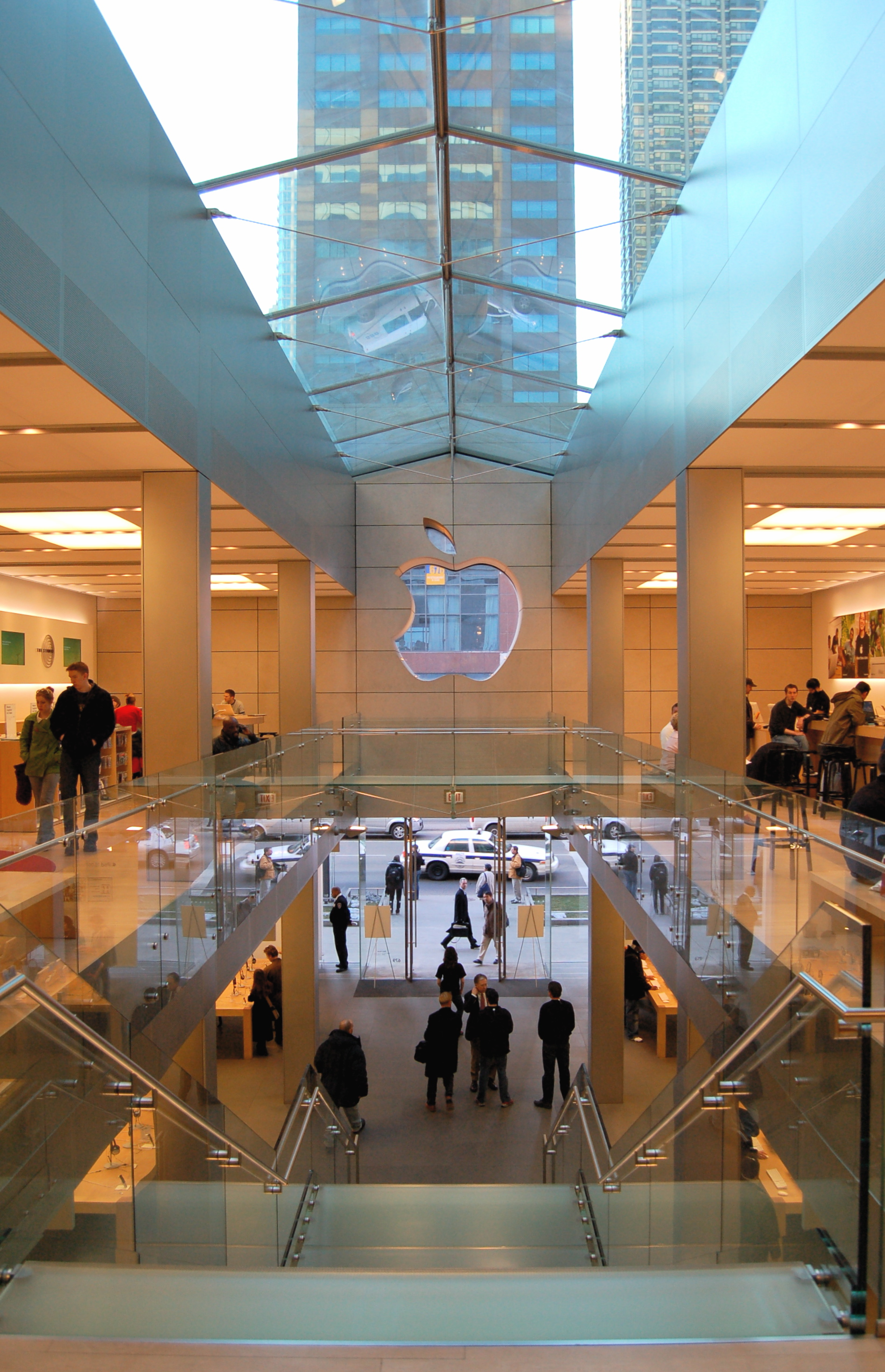
El interior de una tienda Apple en Chicago.

Apple Store es una cadena de tiendas de Apple que vende ordenadores y otros productos de la marca, así como brindan asesoría, talleres y soporte técnico a sus clientes. 
En 2025, Apple tiene 535 tiendas abiertas en 27 países diferentes. 273 de estas, están en Estados Unidos de América.Apple Umeda en Osaka, Japón, es la última tienda, que abrió el 26 de julio de 2025.

## Diseño e historia
Las tiendas venden ordenadores Macintosh, iPod, iPhone, iPad, software, accesorios de otras empresas, así como electrónica de consumo, como el Apple TV. Muchas tiendas cuentan con teatros donde realizan presentaciones y talleres, e imparten cursos de productor Apple. Todas las tiendas tienen una Genius Bar, que ofrece ayuda técnica, así como reparaciones.
El 15 de mayo de 2001, Steve Jobs invitó a un grupo de periodistas al centro comercial Tysons Corner Center, en Virginia, para enseñarles la primera tienda de Apple, enmarcado en un evento conmemorativo. Las dos primeras tiendas de Apple abrieron el 19 de mayo de 2001 en Tysons Corner Center, Virginia, y en Glendale, California, en el centro comercial Glendale Galleria. La primera tienda de Apple con el diseño actual (mesas de madera y suelo de piedra) abrió en Pasadena, California.
Muchas tiendas están ubicadas en centros comerciales, pero Apple ha construido varias tiendas emblemáticas en distintas ciudades. Se han abierto tiendas de referencia en Barcelona, Nueva York, Chicago, San Francisco, Tokio, Osaka, Londres, Turín, Sídney, Montreal, Múnich, París, Pekín, Shanghái, Fráncfort, Hamburgo, Houston y Boston. La Apple Retail Store de Boston en el 815 de la calle Boylston es la tienda Apple más grande de los Estados Unidos. Actualmente la Apple Store más grande del mundo se encuentra en la Puerta del Sol, en Madrid, España. Tiene una superficie de 770 m² por planta y se encuentra en un edificio histórico de la ciudad. Apple ha recibido numerosos premios de arquitectura para sus diseños del almacén, en particular, la ubicada en la 5.ª Avenida de Nueva York.
Originalmente, las tiendas Apple tenían un único diseño. Sin embargo, en 2006, Apple empezó a introducir una nueva disposición de la tienda y el diseño con paredes metálicas y señalización retroiluminada. El diseño de la nueva tienda sustituye el sistema tradicional de cobro con el sistema de EasyPay. Sin embargo, existe un punto en la mayoría de estas tiendas para facilitar las transacciones no pagadas con tarjeta de crédito. La tienda de la calle Regent tiene más terminales punto de venta que cualquier otra tienda en el mundo con 28 terminales. Apple ha cambiado recientemente sus sistemas de EasyPay para operar en el iPod touch en lugar de la anterior, basadas en sistemas Windows.

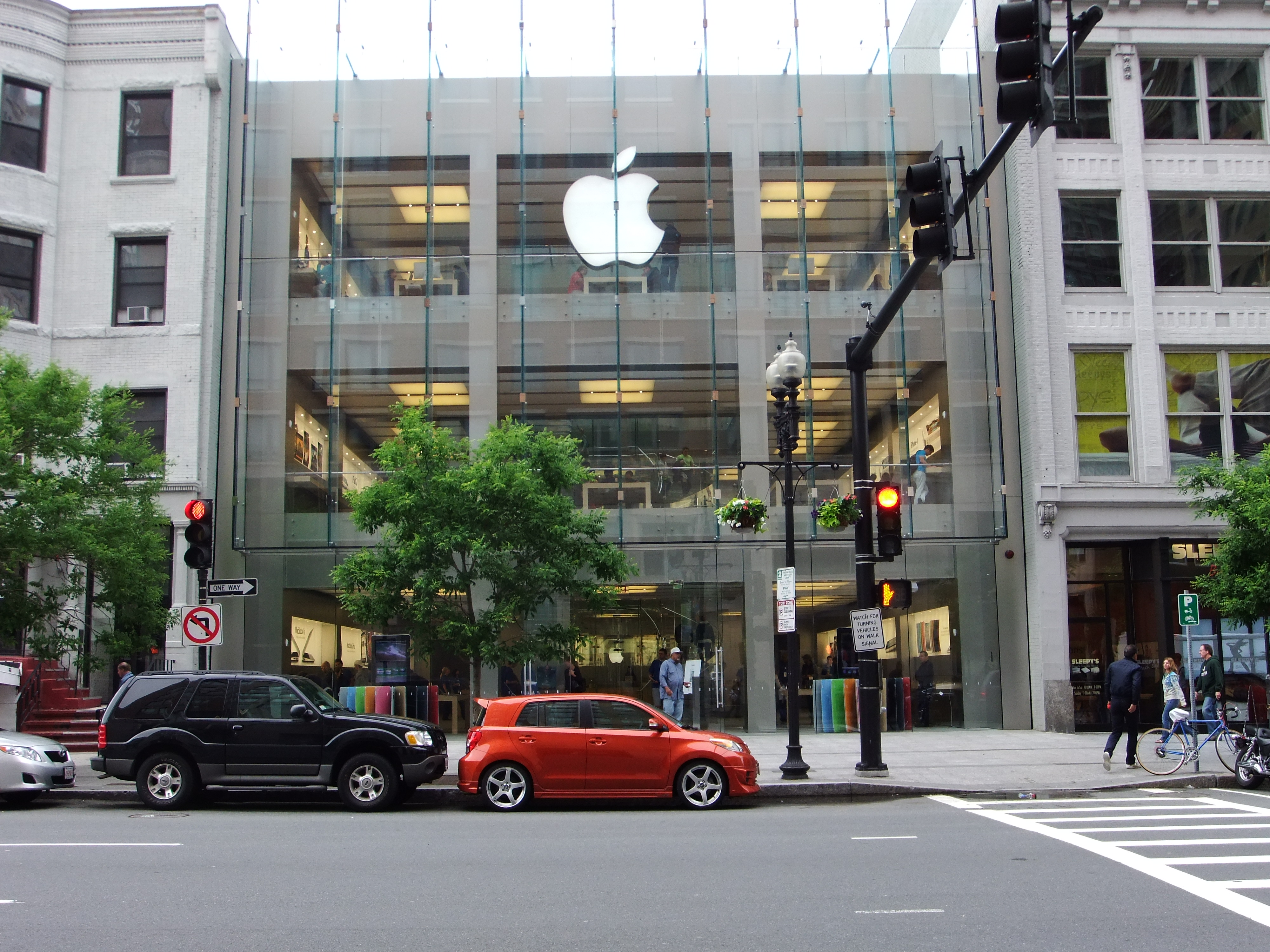
Apple Store en Boston, Estados Unidos

## Genius Bar

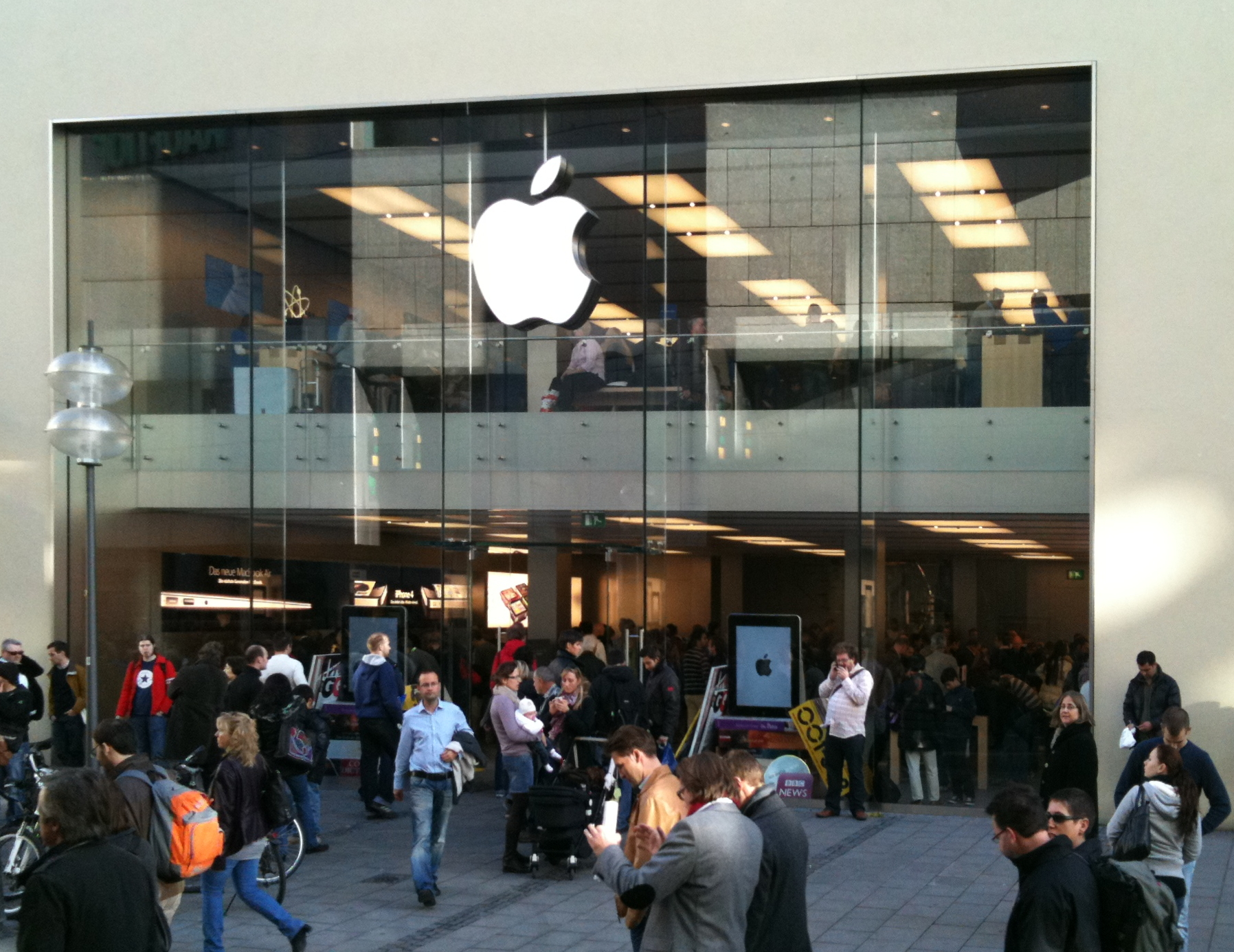
Tienda Apple en Múnich, Alemania.

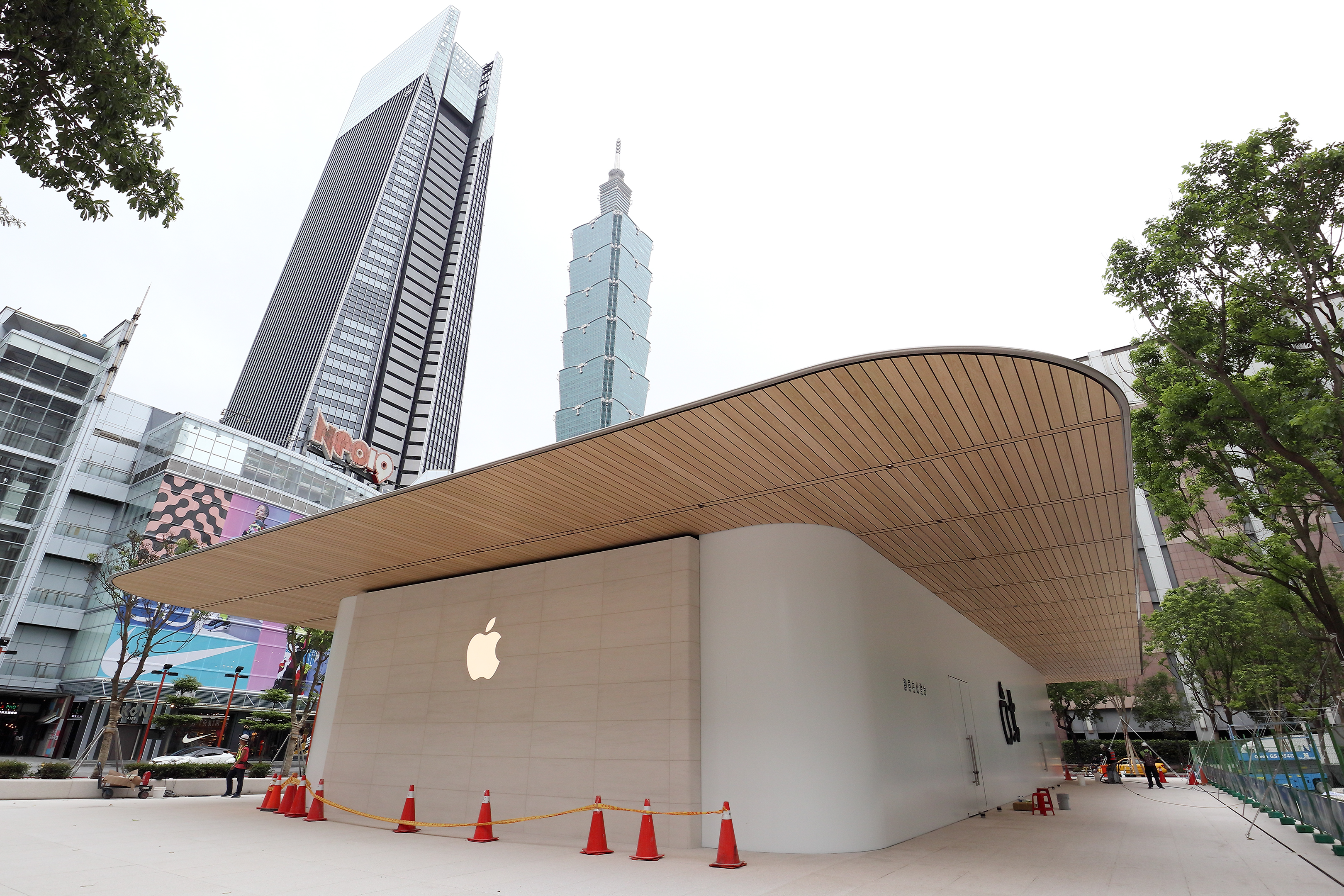
Tienda Apple en Taipéi, Taiwán.

Todas las tiendas Apple tienen un Genius Bar, donde los clientes pueden recibir asesoramiento técnico en el servicio y reparación para sus productos. La Genius Bar ofrece soporte de software para Mac OS X y servicio de componentes en los productos que no están clasificados. Sin embargo, en la mayoría de los casos los Genius tratan de ayudar a los clientes con los componentes. Hasta febrero de 2002, a los visitantes de la Genius Bar se les ofrecía agua de la marca Evian gratis.
Para hacer frente a un creciente número de clientes del iPod en la Genius Bar, algunas tiendas Apple nuevas  también cuentan con un iPod Bar. Visto por primera vez en la tienda de Ginza (Tokio, Japón), y a continuación en las de Nueva York, la iPod Bar se ha convertido en una característica común en las tiendas Apple de nueva apertura.
La mayoría de nuevas tiendas cuentan con una estación, una barra de Genius como el establecimiento donde los clientes pueden reunirse con un «creativo» y recibir ayuda con proyectos que van desde la organización de un álbum de fotos a la composición de música para un montaje cinematográfico. Algunas de las tiendas más antiguas están siendo consideradas para realizar un estudio de remodelación de futuro, en algunos casos, sustitución de los antiguos teatros.

## Vendedores autorizados

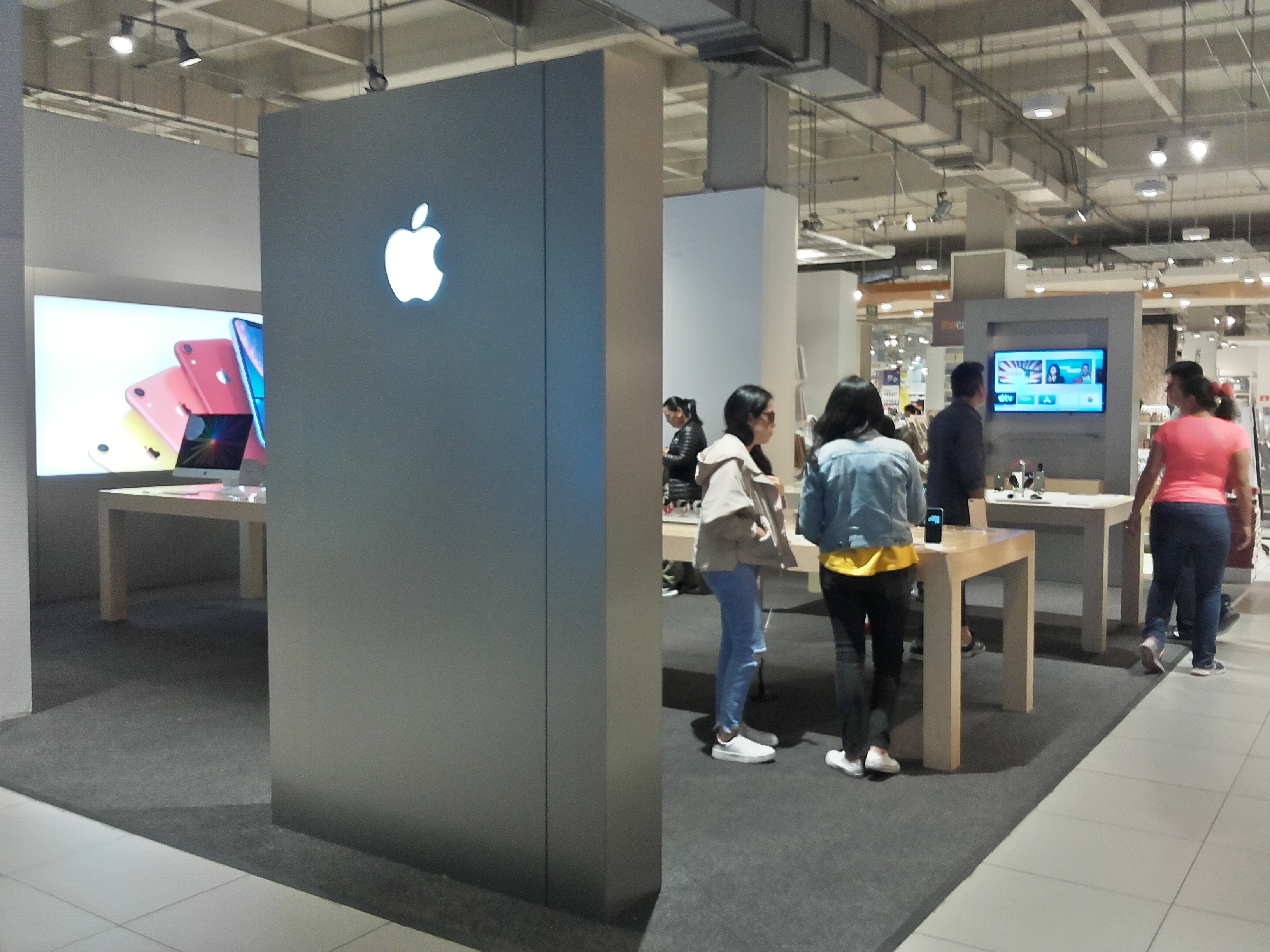
Módulo Apple en una tienda autorizada Falabella en Bogotá, Colombia

A pesar de la ausencia de tiendas oficiales de Apple, la marca ha autorizado a centros comerciales, tiendas departamentales y otras compañías la venta de sus productos. Pueden encontrarse pequeños locales de productos Apple en tiendas como Office Depot, Walmart, Sears, Liverpool, El Palacio de Hierro, MixUp, BestBuy, Grupo Éxito, Falabella, etc.

## Establecimientos
Las dos primeras tiendas Apple abrieron en los Estados Unidos en 2001. En 2003, Apple amplió su red en Japón, con la apertura de la primera tienda fuera de los Estados Unidos. Esto fue seguido por la apertura de tiendas en el Reino Unido, Canadá, Italia, Australia, China, Hong Kong, Macao, Taiwán, Tailandia, Malasia, Turquía, Emiratos Àrabes Unidos, Singapur, Corea del Sur, Suiza, India, Países Bajos, Suecia, Alemania, Austria, Bélgica, Francia y España.
En Iberoamérica cuenta con tiendas en Brasil y México.
| País                              | Primera tienda abierta                                             | Ubicación de la primera tienda                            | Tiendas abiertas |
| --------------------------------- | ------------------------------------------------------------------ | --------------------------------------------------------- | ---------------- |
| Estados Unidos                    | 19 de mayo de 2001                                                 | Tysons Corner Center, Tysons Corner, Virginia             | 273              |
| China (RP China.) Hong Kong Macao | 19 de junio de 2008, 24 de septiembre de 2011, 25 de junio de 2016 | Sanlitun, Pekín, ifc Mall, Hong Kong, Galaxy Macau, Macao | 56               |
| Reino Unido                       | 20 de noviembre de 2004                                            | Regent Street, Londres                                    | 40               |
| Canadá                            | 21 de mayo de 2005                                                 | Yorkdale Shopping Centre, Toronto                         | 28               |
| Australia                         | 19 de junio de 2008                                                | George Street, Sídney                                     | 22               |
| Francia                           | 7 de noviembre de 2009                                             | Carrousel du Louvre, París                                | 20               |
| Italia                            | 31 de marzo de 2007                                                | Centro Commerciale Roma Est, Roma                         | 17               |
| Alemania                          | 6 de diciembre de 2008                                             | Rosenstrasse, Múnich                                      | 16               |
| España                            | 4 de septiembre de 2010                                            | La Maquinista, Barcelona                                  | 12               |
| Japón                             | 30 de noviembre de 2003                                            | Ginza, Tokio                                              | 11               |
| Corea del Sur                     | 27 de enero de 2018                                                | Garosugil, Seúl                                           | 7                |
| Suiza                             | 25 de septiembre de 2008                                           | Rue de Rive, Ginebra                                      | 4                |
| EAU                               | 29 de octubre de 2015                                              | Mall of the Emirates, Dubái; Yas Mall, Abu Dhabi          | 4                |
| Países Bajos                      | 3 de marzo de 2012                                                 | Hirschbuilding, Leidseplein, Ámsterdam                    | 3                |
| Suecia                            | 15 de septiembre de 2012                                           | Täby Centrum, Estocolmo                                   | 3                |
| Turquía                           | 4 de abril de 2014                                                 | Zorlu Center, Estambul                                    | 3                |
| Singapur                          | 27 de mayo de 2017                                                 | Orchard Road                                              | 3                |
| Brasil                            | 6 de febrero de 2014                                               | VillageMall, Barra da Tijuca, Río de Janeiro              | 2                |
| México                            | 24 de septiembre de 2016                                           | Centro Santa Fe, Santa Fe, Ciudad de México               | 2                |
| Taiwán                            | 1 de julio de 2017                                                 | Taipei 101, Taipéi                                        | 2                |
| Tailandia                         | 10 de noviembre de 2018                                            | Iconsiam, Bangkok                                         | 2                |
| India                             | 18 de abril de 2023                                                | Bandra Kurla Complex, Bombay                              | 2                |
| Bélgica                           | 19 de septiembre de 2015                                           | Avenue de la Toison d’Or, Bruselas                        | 1                |
| Austria                           | 24 de febrero de 2018                                              | Kärntner Straße, Viena                                    | 1                |
| Malasia                           | 22 de junio de 2024                                                | The Exchange TRX, Kuala Lumpur                            | 1                |
| Totales                           | Totales                                                            | Totales                                                   | 535              |

## Apple Stores en España y México
Apple opera 12 tiendas en España desde 2010 y 2 tiendas en México desde 2016. El siguiente resumen muestra las ramas.

### España
- Westfield La Maquinista, Barcelona, el 4 de septiembre de 2010[6]
- Madrid Xanadu, Madrid, el 11 de septiembre de 2010[6]
- Westfield Parquesur, Madrid, el 20 de agosto de 2011[7]
- Parque Comercial La Cañada, Marbella, el 25 de noviembre de 2011[8]
- Calle Colón, Valencia, el 3 de diciembre de 2011[9]
- Gran Plaza 2, Madrid, el 27 de abril de 2012[10]
- Centro Comercial Nueva Condomina, Murcia, el 12 de mayo de 2012[10]
- Paseo de Gracia, Barcelona, el 28 de julio de 2012[11]
- Río Shopping, Valladolid, el 20 de septiembre de 2012[12]
- Puerto Venecia, Zaragoza, el 4 de octubre de 2012[13]
- Puerta del Sol, Madrid, el 21 de junio de 2014[14]
- La Vaguada, Madrid, el 28 de noviembre de 2024

### México
- Vía Santa Fe, Ciudad de México, el 24 de septiembre de 2016[15]
- Antara Fashion Hall, Ciudad de México, el 28 de septiembre de 2019[16]